# Eppstein
Pour les articles homonymes, voir Eppstein (homonymie).
Eppstein est une municipalité allemande située dans le land de la Hesse et l'arrondissement de Main-Taunus. Le roman Le Château d'Eppstein d'Alexandre Dumas père et Paul Meurice s'y déroule.

## Histoire
| Appartenances historiques Seigneurie d'Eppstein 1122–1492 Landgraviat de Haute-Hesse/ Seigneurie d'Eppstein 1492–1500 Landgraviat de Hesse/ Seigneurie d'Eppstein 1500–1567 Landgraviat de Hesse-Marbourg/ Seigneurie d'Eppstein 1567–1581 Landgraviat de Hesse-Marbourg/ Électorat de Mayence 1581–1604 Landgraviat de Hesse-Darmstadt/ Électorat de Mayence 1604–1803 Nassau-Usingen 1803–1806 Duché de Nassau 1806-1866 Royaume de Prusse (Province de Hesse-Nassau) 1866-1918 République de Weimar 1918–1933 Reich allemand 1933–1945 Allemagne occupée 1945–1949 Allemagne 1949–présent |

## Jumelages
La ville d'Eppstein est jumelée avec :
- Langeais (France) depuis 1986
- Kenilworth (Royaume-Uni) depuis le 30 avril 1994
- Aizkraukle (Lettonie) depuis 1998

Relations amicales
- Schwarza (Allemagne) depuis le 3 novembre 1990